# Philine Sonny
Philine Bernsdorf, beter bekend onder haar artiestennaam Philine Sonny, is een Duits zangeres.

## Biografie
Bernsdorf werd tussen 2000 en 2003 geboren op het Duitse platteland als de dochter van een restaurantuitbater. Ze groeide op in Unna in de Duitse deelstaat Noordrijn-Westfalen. Op elfjarige leeftijd begon ze met drummen en als tiener leerde ze gitaar en basgitaar te spelen. Vanaf 2021 ging Bernsdorf muziek studeren in Osnabrück.
Datzelfde jaar verscheen de single Lose Yourself die ze uitbracht onder de artiestennaam Philine Sonny. Ze bracht deze single uit onder het label Mightkillya waar ze sinds 2019 onder contract staat. Haar artiestennaam is een verwijzing naar een single van de Amerikaanse zanger Bruce Springsteen. Voordat ze haar solocarrière begon was Sonny onderdeel van de band M. Byrd en plaatste ze covers op haar eigen Instagram kanaal.
Sonny bracht in maart 2022 haar debuut ep getiteld Lose Yourself uit. Ze stond in het voorprogramma van de bands Giant Rooks en Leoniden alvorens ze zelf op tournee ging met optredens in Berlijn, Hamburg, München en Keulen.
Vervolgens trok Sonny langs allerlei festivals, waaronder Lollapalooza, South by Southwest en Southside festival. Hetzelfde jaar bracht ze haar single Same Light uit. Ook verscheen ze in 2022 in het ochtendmagazine van ZDF.
Sonny werd in 2023 genomineerd voor een New Music Award. Haar stijl werd door de organisator vergeleken met The War on Drugs en Sam Fender. In 2024 stond Sonny opnieuw in het voorprogramma van Giant Rooks.

## Discografie

### Ep's
- 2022: Lose Yourself

### Singles
- 2021: Lose Yourself
- 2022: Same Light
- 2022: Oh Brother
- 2023 Seed (In Bloom)
- 2023: Drugs
- 2023: Take a While
- 2023: Stranger in your Living Room
- 2024: Lovely
- 2024: Invader
- 2024: Shame
- 2024: Berlin
- 2024: Nothing
- 2024: Underwater